# 萨利赫·谢赫里
萨利赫·本·哈立德·本·穆罕默德·谢赫里（阿拉伯语：صالح بن خالد بن محمد الشهري，羅馬化：Saleh bin Khalid bin Mohammed Al-Shehri，1993年11月1日—），沙特阿拉伯足球运动员，司职前锋，效力于沙特俱乐部伊蒂哈德。

## 國家隊生涯
谢赫里代表沙特阿拉伯男子队出战2022年世界杯。2022年11月22日，他在沙特对阵阿根廷的C组赛事中攻入1球，帮助球队1比2战胜阿根廷。

## 个人荣誉
希拉爾
- 沙特职业足球联赛冠军：2019–20、2020–21、2021–22、2023–24
- 沙特國王盃：2019–20
- 亚足联冠军联赛：2019、2021
- 沙特超級盃：2021、2023[4]